# フロリアン・カジョリ
フロリアン・カジョリ（Florian Cajori、1859年2月28日 - 1930年8月14日）は、アメリカの数学者、数学史家。

## 生涯
フロリアン・カジョリの父親ゲオルグ・カジョリ（Georg Cajori）は建設工事の技術者だった。母親はカタリーナ・カメニッシュ（Catherine Camenisch）という。フロリアンは最初、スイスのツィリスの学校に通い、のちにスイス東部のクールの学校に通った。
1875年、16歳のときに、アメリカに移住する。ウィスコンシン州ホワイトウォーターの師範学校に入学し、2年後に卒業するが、すぐには大学に入らずに、カントリースクールで教師の仕事に就いたあと、ウィスコンシン大学で数学を学ぶ。1883年、科学の学士号を取得後、1883年にジョンズ・ホプキンス大学に入学し、1年半ほど学んだあと、1885年に大学を去り、1886年にウィスコンシン大学から修士号を授与された。
1885年にテューレーン大学の助教授となり、1887年には同大学の応用数学の教授となった。1889年から1898年にかけて、コロラドカレッジで物理学の講座を受け持つ。以後、1918年まで数学講座を受け持った。1890年にエリザベス・エドワーズと結婚、1894年にはテューレーン大学から博士号を授与された。1918年にカリフォルニア大学バークレー校に特別に設置された数学史講座を受け持つ。同講座はアメリカの大学における初の数学史の講座だった。
1930年、バークレーの自宅にて死去。

## 著書
- A History of the Conceptions of Limits and Fluxions in Great Britain, from Newton to Woodhouse Open Court Publishing Company, 1919[1]
- A History of Elementary Mathematics Macmillan, 1898
- On the History of Gunter's Scale and the Slide Rule during the Seventeenth Century Vol. 1, University of California press, 1920
- A History of the Logarithmic Slide Rule and Allied Instruments The Engineering News Publishing Company, 1909
- A History of Mathematics Macmillan & Company, 1893
- A History of Physics in its Elementary Branches: Including the Evolution of Physical Laboratories, The Macmillan Company, 1917
- Sir Isaac Newton's Mathematical Principles of Natural Philosophy and His System of the World tr. Andrew Motte, rev. Florian Cajori. Berkeley: University of California Press, 1934.[2]
- The Teaching and History of Mathematics in the United States U.S. Government Printing Office, 1890
- William Oughtred: a Great Seventeenth-century Teacher of Mathematics The Open Court Publishing Company, 1916
- A History of Mathematical Notations  The Open Court Company, 1928

### 日本語訳
- カヂヨリ『数学史講義』 上巻、一戸直蔵 訳、現代之科学社、1918年9月10日。NDLJP:956656。
- カヂヨリ『数学史講義』 下巻、一戸直蔵 訳、大鐙閣、1920年10月3日。NDLJP:956657。
- カヂヨリ『物理学史講義』一戸直蔵 訳、大鐙閣、1920年9月20日。NDLJP:931155。 - 原タイトル：A history of physics in its elementary branches。
- フロリアン・カジョリ『初等数学史』小倉金之助・井出弥門 訳、山海堂出版部〈数学教育名著叢書 第6編〉、1928年。NDLJP:1147221。 - 原タイトル：A History of elementary mathematics with hints on methods of teaching. rev.ed.
- フロリアン・カジョリ『初等数学史』 上 (古代中世篇)、小倉金之助 補訳（改訳版）、生活百科刊行会、1955年。NDLJP:2421646。
- フロリアン・カジョリ『初等数学史』 下 (近世篇)、小倉金之助 補訳（改訂増補版）、生活百科刊行会、1956年。NDLJP:1373812。
- フロリアン・カジョリ『初等数学史』 上巻 (古代中世篇)、小倉金之助 訳（改訂増補版）、酒井書店、1960年。NDLJP:2421643。
- フローリアン・カジョリ『物理学の歴史』 上、武谷三男・一瀬幸雄 訳、東京図書〈科学普及新書〉、1964年。NDLJP:2428902。 - 改訂増補版（1929年刊）の翻訳。
- フローリアン・カジョリ『物理学の歴史』 中、武谷三男・一瀬幸雄 訳、東京図書〈科学普及新書〉、1965年。NDLJP:2428996。 - 改訂増補版（1929年刊）の翻訳。
- フローリアン・カジョリ『物理学の歴史』 下、武谷三男・一瀬幸雄 訳、東京図書〈科学普及新書〉、1966年。NDLJP:2429356。 - 改訂増補版（1929年刊）の翻訳。
- フロリアン・カジョリ『初等数学史』 下 (近代)、小倉金之助 補訳、共立出版〈共立全書〉、1970年。
- フロリアン・カジョリ『数学史』 上 (古代・中世・ルネッサンス)、石井省吾 訳註、津軽書房、1970年。
- フロリアン・カジョリ『数学史』 下 (最近代)、石井省吾 訳注、津軽書房、1974年2月。
- フロリアン・カジョリ『数学史』 中 (近世)、石井省吾 訳註、津軽書房、1975年。
- フロリアン・カジョリ『初等数学史』 上 (古代中世)、小倉金之助 補訳、共立出版〈共立全書〉、1978年10月。 - 第5刷（第1刷：1970年）。
- フロリアン・カジョリ『カジョリ初等数学史』小倉金之助 補訳（復刻版）、共立出版〈共立全書〉、1997年6月。ISBN 4-320-01538-X。 - 肖像あり。
- フロリアン・カジョリ『初等数学史』 上　古代・中世篇、小倉金之助 補訳、中村滋 校訂、筑摩書房〈ちくま学芸文庫 カ35-1.［Math ＆ Science］〉、2015年4月。ISBN 978-4-480-09611-1。 - 小山書店1955年刊の校訂。
- フロリアン・カジョリ『初等数学史』 下　近世篇、小倉金之助 補訳、中村滋 校訂、筑摩書房〈ちくま学芸文庫 カ35-2.［Math ＆ Science］〉、2015年4月。ISBN 978-4-480-09612-8。 - 小山書店1956年刊の校訂。